# 阿卡里 (北大河州)
阿卡里（葡萄牙語：Acari）是巴西北大河州的一个市镇。总面积608.565平方公里，总人口11324人，人口密度18.6人/平方公里。